# Squalius aradensis
Squalius aradensis és una espècie de peix de la família dels ciprínids i de l'ordre dels cipriniformes. Va ser descrit per M.M. Coelho et alii.

## Morfologia
Els adults poden assolir fins a 13,1 cm de longitud total.

## Distribució geogràfica
Es troba al sud de Portugal.